# Ayrılıkçeşme Sokağı
Ayrılıkçeşme Sokağı ("via di Ayrılıkçeşme") è una strada storica all'interno dei confini della mahalle di Rasimpaşa, nel distretto di Kadıköy, nella provincia di Istanbul.
È una strada che ha conservato la sua struttura storica fin dal periodo ottomano. La strada è raggiungibile scendendo alla stazione di Ayrılıkçeşme delle linee M4 e Marmaray.
Su un lato della via, vecchie case ottomane sono allineate dall'inizio alla fine. Dietro le case c'è un binario ferroviario. La strada prende il nome dal cimitero di Ayrılıkçeşmesi che si trova sul lato opposto, costruito nel XVIII secolo. Il cimitero prende il nome dalla fontana chiamata Ayrılık Çeşmesi che si trova all'inizio della strada. Il quartiere in cui si trova la strada è noto anche come Ayrılıkçeşmesi.

## Storia
È noto che i bordelli erano concentrati in questa strada durante la Prima Guerra Mondiale. Per questo motivo, il quartiere in cui si trovava la strada fu conosciuto per un certo periodo come quartiere Parigi. I bordelli del Quartiere Parigi si formarono quando i soldati britannici di stanza nel prato di Haydarpaşa durante gli anni dell'armistizio sistemarono le prostitute che portavano dalle case di Galata. Nei primi anni della Repubblica, le prostitute vennero mandate nella parte opposta della città.
Mentre il volto di Kadıköy è cambiato rapidamente nel corso degli anni, la via di Ayrılıkçeşme ha mantenuto intatta la sua struttura storica. Nel 2007, 18 case sul lato di Haydarpaşa della via sono state demolite per il progetto Marmaray. Nel 2010, 44 vecchie case della via sono state restaurate e dipinte a colori sotto la sponsorizzazione di un'azienda di vernici, e la via è stata trasformata in un'attrazione turistica del quartiere di Kadıköy.

## La strada nella cultura

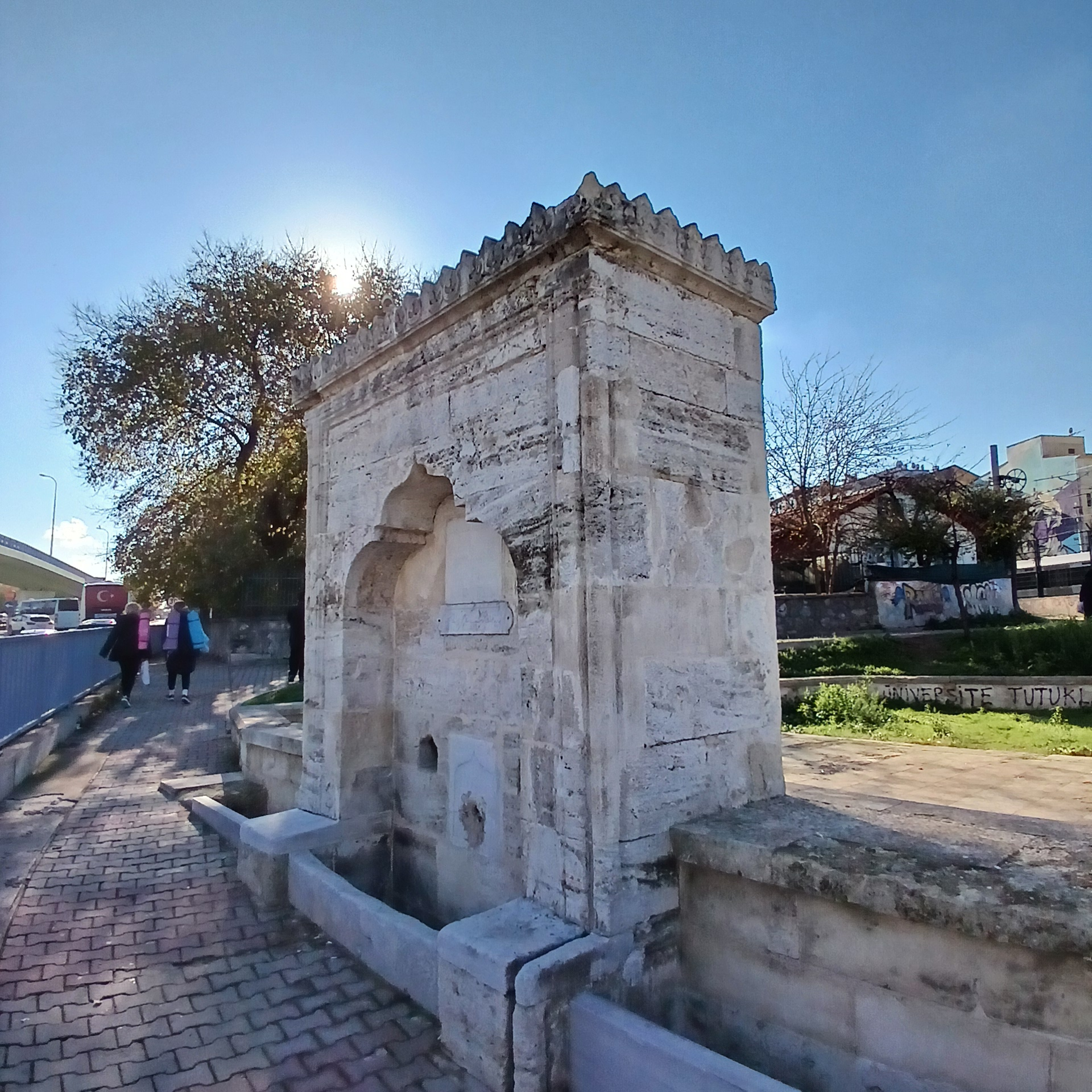
Fontana di Ayrılık a un'estremità della strada

Un romanzo di Selçuk Altun, pubblicato nel 2020, si intitola Ayrılıkçeşmesi Sokak. Il romanzo racconta la storia del protagonista, un discendente di Mahmud II e insegnante universitario di filosofia all'estero, che si rifugia in una villa a Ayrılıkçeşmesi Sokak. L'opera è stata tradotta in inglese da Mel Kenne e Nilgün Dungan con il titolo Farewell Fountain Street.